# X Factor (Italia) (diciassettesima edizione)
La diciassettesima edizione del talent show musicale X Factor è andata in onda in prima serata su Sky Uno e Now dal 14 settembre al 7 dicembre 2023 per tredici puntate.
Si tratta della tredicesima edizione prodotta e trasmessa da Sky Italia, condotta per la seconda volta da Francesca Michielin. Viene riconfermata la giuria dell'edizione precedente con Fedez, Dargen d'Amico e Ambra Angiolini, ad eccezione di Rkomi, sostituito in questa edizione da Morgan, che torna in veste di giudice dopo quasi nove anni di assenza; quest'ultimo, tuttavia, è stato estromesso dopo la quarta puntata dei Live in seguito ad alcuni comportamenti ritenuti inappropriati dalla produzione. A tal proposito, i concorrenti ancora in gara della sua squadra, gli Astromare, vengono seguiti per il resto del programma da Angiolini. Non venendo sostituito dalla produzione, il tavolo della giuria torna così a essere composto da tre membri per la prima volta dalla terza edizione, dopo ben quattordici anni.
Quest'anno viene introdotto per il secondo anno di fila Ante Factor, solitamente in uso solamente durante la finale del programma, con la conduzione di Gianluca Gazzoli, in sostituzione di Hot Factor al termine della puntata viene introdotto tutto l'inizio dell'Ante Factor.
L'edizione è stata vinta da Sarafine, componente della squadra capitanata da Fedez.

## Trasmissione
Il programma è andato in onda il giovedì sul canale satellitare Sky Uno (e in streaming su Now) con replica su TV8 dalla prima puntata fino alla semifinale il mercoledì successivo (6 giorni dopo).
Come le due edizioni precedenti, non vi saranno le categorie Under Uomini, Under Donne, Over e Gruppi.

## Selezioni

### Casting
Dopo tre edizioni nelle quali, a causa delle restrizioni legate alla pandemia di COVID-19, i casting si sono svolti online, quest'anno la fase si è svolta a Milano nelle giornate del 13, 14 e 15 maggio 2023 all'Allianz Cloud di Milano.

### Audizioni
La seconda fase dei casting prevede le audizioni, nelle quali gli aspiranti cantanti si esibiscono avanti ai quattro giudici. Per la seconda volta, le registrazioni si sono tenute all'interno dell'Allianz Cloud di Milano il 11, 12, 18 e 19 giugno 2023.

### Bootcamp
La terza fase dei casting prevede i Bootcamp. I concorrenti che hanno superato le audizioni vengono divisi in quattro gruppi da 12 artisti ciascuno, uno per ogni giudice e si sfidano per entrare nella squadra del proprio giudice che proseguirà la corsa verso l'ultima fase.
I Bootcamp avvengono tramite la Sfida delle 5 Sedie in cui i concorrenti devono fare in modo di accaparrarsi un posto per la fase successiva e non venire rimpiazzati da un nuovo contendente; ogni giudice può formare liberamente la propria squadra, negli anni precedenti era necessario scegliere almeno un solista e una band stavolta non è necessario.
Le due puntate dei Bootcamp sono state registrate anch'esse all'Allianz Cloud di Milano nelle giornate del 1º e del 2 luglio 2023.
| Giudice         | Artisti eliminati ai Bootcamp | Artisti eliminati ai Bootcamp    | Artisti eliminati ai Bootcamp | Artisti eliminati ai Bootcamp | Artisti eliminati ai Bootcamp | Artisti eliminati ai Bootcamp     | Artisti eliminati ai Bootcamp |
| --------------- | ----------------------------- | -------------------------------- | ----------------------------- | ----------------------------- | ----------------------------- | --------------------------------- | ----------------------------- |
| Morgan          | Felicity Lucchesi             | Iron (Filippo Ferro)             | Matsby (Matteo Martire)       | Simona Bonura                 | Mede (Alessandro Antonini)    | Dasplan (Filippo Lapiana)         | Monarchs                      |
| Fedez           | Astromare                     | Alice B. (Alice Barbara Tombola) | Filippo Fattorini             | Revenant                      | Delvento (Carmelo Genovese)   | Álvaro Adrián Caballero Gutiérrez | Filippo Guidoboni             |
| Dargen D'Amico  | Poneta (Diego Ponessa)        | Gaia Banfi                       | Giovie & Micke                | I Collettivo                  | Kleia (Clelia Scalzo)         | Steyra (Francesca Spennato)       | Bora (Alessandro Amazzini)    |
| Ambra Angiolini | Vittoria Gado                 | Melissa Coppola                  | Margherita Silvestrini        | Pasquale Arpaia               | Sedeyp                        | Spaziocalmo                       | Samuele Barracco              |

### Home Visit
I cinque concorrenti scelti nella fase dei Bootcamp accedono alla fase successiva, che tornano ad essere gli "Home Visit" (nella quattordicesima edizione e nella sedicesima edizione la fase era stata rinominata "Last Call"). A differenza della scorsa edizione questa fase si trasforma in una specie di "ritiro spirituale" in cui ogni giudice passa due giorni in un posto isolato dal mondo con i concorrenti del suo Team.
I concorrenti si ri-esibiscono una terza volta davanti al giudice e le esibizioni sono alternate da momenti intimi. I giudici si confrontano con i concorrenti singolarmente o in gruppo, decidendo anche alcune attività nel corso della giornata per conoscersi meglio. Ogni giudice decide di gestire il tempo con gli artisti a suo piacimento e alla fine di quest'ultima vengono scelti i 3 concorrenti che andranno a comporre la squadra di ognuno. 
| Giudice         | Artisti eliminati agli Home Visit | Artisti eliminati agli Home Visit |
| --------------- | --------------------------------- | --------------------------------- |
| Morgan          | Anna Castiglia                    | Manifesto                         |
| Fedez           | Lorenzo Bonfanti                  | Giulia Petronio                   |
| Dargen D'Amico  | Edoardo Brogi                     | Il Cremlino (Fabio D'Errico)      |
| Ambra Angiolini | Isobel Kara                       | Jacopo Martini                    |

## Finalisti
In questo spazio sono elencati i cantanti approdati alla prima puntata live del programma.
Legenda:
- Vincitore
- Secondo classificato

- Terzo classificato
- Quarto classificato

- Semifinalista
- Non finalista

- Ammesso alla gara

- Non ammesso alla gara
- Non ammesso al ballottaggio

| Squadra         | Cantanti                 | Cantanti                              | Cantanti                        | Cantanti        |
| --------------- | ------------------------ | ------------------------------------- | ------------------------------- | --------------- |
| Morgan          | Sickteens                | Selmi (Niccolò Selmi)                 | Animaux Formidables             | N.D.            |
| Fedez           | Sarafine (Sara Sorrenti) | Maria Tomba                           | Asia (Asia Leva)                | N.D.            |
| Dargen D'Amico  | Stunt Pilots             | Il Solito Dandy (Fabrizio Longobardi) | Settembre (Andrea Settembre)    | N.D.            |
| Ambra Angiolini | Angelica (Angelica Bove) | Astromare                             | Matteo Alieno (Matteo Pierotti) | Gaetano De Caro |

| Squadra | Ripescaggio    |
| ------- | -------------- |
| Morgan  | Alice B.       |
| Morgan  | Anna Castiglia |
| Morgan  | Astromare      |
| Morgan  | Manifesto      |

## Dettaglio delle puntate

### Tabella delle eliminazioni
- Ambra Angiolini
- Fedez

- Dargen D'Amico
- Morgan

|                | Sarafine            | 3° 20,78%                       | N.D.                         | N.D.                        | 1° 24,86%                | N.D.                         | 1° 30,71%                    | 4° 11,19%                    | 4° 12,01%                   | 4° 13,27%                       | 2° 16,03%                          | 2° 18,53%                         | 2° 25,15%              | 1° 27,55%              | 2° 28,09%              | Vincitrice 26,89%      |                        |                        |                        |                        |                        |
|                | Stunt Pilots        | N.D.                            | 4° 14,72%                    | 4° 16,89%                   | N.D.                     | 6° 12,22%                    | N.D.                         | 5° 10,53%                    | 3° 12,61%                   | 1° 16,30%                       | 4° 14,70%                          | 1° 20,55%                         | 4° 24,31%              | 3° 25,32%              | 1° 28,48%              | Secondi 26,03%         |                        |                        |                        |                        |                        |
|                | Il Solito Dandy     | 5° 14,31%                       | N.D.                         | 1° 21,27%                   | N.D.                     | N.D.                         | 2° 25,10%                    | 3° 12,23%                    | 2° 13,01%                   | 3° 14,10%                       | 3° 15,80%                          | 4° 16,56%                         | 1° 26,04%              | 2° 26,28%              | 3° 23,95%              | Terzo 25,43%           |                        |                        |                        |                        |                        |
|                | Maria Tomba         | 1° 20,88%                       | N.D.                         | 3° 19,67%                   | N.D.                     | 2° 19,71%                    | N.D.                         | 2° 12,75%                    | 5° 11,67%                   | 5° 11,44%                       | 1° 18,24%                          | 3° 17,03%                         | 3° 24,50%              | 4° 20,85%              | 4° 19,48%              | Quarta 21,65%          |                        |                        |                        |                        |                        |
|                | Settembre           | N.D.                            | 3° 17,90%                    | N.D.                        | 4° 15,22%                | 5° 13,68%                    | N.D.                         | 7° 8,60%                     | 8° 9,62%                    | 2° 14,18%                       | 6° 12,22%                          | 5° 13,77%                         | Eliminato (Semifinale) | Eliminato (Semifinale) | Eliminato (Semifinale) | Eliminato (Semifinale) | Eliminato (Semifinale) | Eliminato (Semifinale) | Eliminato (Semifinale) | Eliminato (Semifinale) |                        |
|                | Angelica            | N.D.                            | 1° 33,82%                    | 2° 21,12%                   | N.D.                     | 1° 24,80%                    | N.D.                         | 1° 13,79%                    | 1° 13,81%                   | 7° 10,67%                       | 5° 13,42%                          | 6° 13,55%                         | Eliminata (Semifinale) | Eliminata (Semifinale) | Eliminata (Semifinale) | Eliminata (Semifinale) | Eliminata (Semifinale) | Eliminata (Semifinale) | Eliminata (Semifinale) | Eliminata (Semifinale) | Eliminata (Semifinale) |
|                | Astromare           | Non in gara                     | Non in gara                  | N.D.                        | 5° 15,19%                | 3° 15,49%                    | N.D.                         | 9° 7,98%                     | 7° 9,63%                    | 6° 11,19%                       | 7° 9,59%                           | Eliminati (Semifinale)            | Eliminati (Semifinale) | Eliminati (Semifinale) | Eliminati (Semifinale) | Eliminati (Semifinale) | Eliminati (Semifinale) | Eliminati (Semifinale) | Eliminati (Semifinale) | Eliminati (Semifinale) | Eliminati (Semifinale) |
|                | Matteo Alieno       | 2° 20,83%                       | N.D.                         | N.D.                        | 2° 21,90%                | 4° 14,10%                    | N.D.                         | 6° 8,92%                     | 6° 9,68%                    | 8° 8,85%                        | Eliminato (5ª puntata)             | Eliminato (5ª puntata)            | Eliminato (5ª puntata) | Eliminato (5ª puntata) | Eliminato (5ª puntata) | Eliminato (5ª puntata) | Eliminato (5ª puntata) | Eliminato (5ª puntata) | Eliminato (5ª puntata) | Eliminato (5ª puntata) | Eliminato (5ª puntata) |
|                | Sickteens           | 4° 18,82%                       | N.D.                         | N.D.                        | 3° 18,72%                | N.D.                         | 3° 18,09%                    | 8° 8,10%                     | 9° 7,87%                    | Eliminati (4ª puntata)          | Eliminati (4ª puntata)             | Eliminati (4ª puntata)            | Eliminati (4ª puntata) | Eliminati (4ª puntata) | Eliminati (4ª puntata) | Eliminati (4ª puntata) | Eliminati (4ª puntata) | Eliminati (4ª puntata) | Eliminati (4ª puntata) | Eliminati (4ª puntata) |                        |
|                | Selmi               | N.D.                            | 2° 19,13%                    | 5° 13,31%                   | N.D.                     | N.D.                         | 4° 16,25%                    | 10° 5,91%                    | Eliminato (4ª puntata)      | Eliminato (4ª puntata)          | Eliminato (4ª puntata)             | Eliminato (4ª puntata)            | Eliminato (4ª puntata) | Eliminato (4ª puntata) | Eliminato (4ª puntata) | Eliminato (4ª puntata) | Eliminato (4ª puntata) | Eliminato (4ª puntata) | Eliminato (4ª puntata) | Eliminato (4ª puntata) |                        |
|                | Gaetano De Caro     | N.D.                            | 5° 9,56%                     | 6° 7,74%                    | N.D.                     | N.D.                         | 5° 9,85%                     | Eliminato (3ª puntata)       | Eliminato (3ª puntata)      | Eliminato (3ª puntata)          | Eliminato (3ª puntata)             | Eliminato (3ª puntata)            | Eliminato (3ª puntata) | Eliminato (3ª puntata) | Eliminato (3ª puntata) | Eliminato (3ª puntata) | Eliminato (3ª puntata) | Eliminato (3ª puntata) | Eliminato (3ª puntata) | Eliminato (3ª puntata) |                        |
|                | Asia                | N.D.                            | 6° 4,87%                     | N.D.                        | 6° 4,11%                 | Eliminata (2ª puntata)       | Eliminata (2ª puntata)       | Eliminata (2ª puntata)       | Eliminata (2ª puntata)      | Eliminata (2ª puntata)          | Eliminata (2ª puntata)             | Eliminata (2ª puntata)            | Eliminata (2ª puntata) | Eliminata (2ª puntata) | Eliminata (2ª puntata) | Eliminata (2ª puntata) | Eliminata (2ª puntata) | Eliminata (2ª puntata) |                        |                        |                        |
|                | Animaux Formidables | 6° 4,38%                        | N.D.                         | Eliminati (1ª puntata)      | Eliminati (1ª puntata)   | Eliminati (1ª puntata)       | Eliminati (1ª puntata)       | Eliminati (1ª puntata)       | Eliminati (1ª puntata)      | Eliminati (1ª puntata)          | Eliminati (1ª puntata)             | Eliminati (1ª puntata)            | Eliminati (1ª puntata) | Eliminati (1ª puntata) | Eliminati (1ª puntata) | Eliminati (1ª puntata) | Eliminati (1ª puntata) | Eliminati (1ª puntata) |                        |                        |                        |
| Ultimo scontro | Ultimo scontro      | Animaux Formidables Asia        | Animaux Formidables Asia     | Gaetano De Caro Asia        | Gaetano De Caro Asia     | Stunt Pilots Gaetano De Caro | Stunt Pilots Gaetano De Caro | Settembre Sickteens          | Settembre Sickteens         | Angelica Matteo Alieno          | Il Solito Dandy Settembre          | Il Solito Dandy Settembre         |                        |                        |                        |                        |                        |                        |                        |                        |                        |
|                | Voto di Ambra       | Animaux Formidables             | Animaux Formidables          | Asia                        | Asia                     | Stunt Pilots                 | Stunt Pilots                 | Sickteens                    | Sickteens                   | Matteo Alieno                   | Settembre                          | Settembre                         |                        |                        |                        |                        |                        |                        |                        |                        |                        |
|                | Voto di Dargen      | Animaux Formidables             | Animaux Formidables          | Asia                        | Asia                     | Gaetano De Caro              | Gaetano De Caro              | Settembre                    | Settembre                   | Matteo Alieno                   | Settembre                          | Settembre                         |                        |                        |                        |                        |                        |                        |                        |                        |                        |
|                | Voto di Fedez       | Animaux Formidables             | Animaux Formidables          | Gaetano De Caro             | Gaetano De Caro          | Gaetano De Caro              | Gaetano De Caro              | Sickteens                    | Sickteens                   | Matteo Alieno                   | Settembre                          | Settembre                         |                        |                        |                        |                        |                        |                        |                        |                        |                        |
|                | Voto di Morgan      | Asia                            | Asia                         | Gaetano De Caro             | Gaetano De Caro          | Gaetano De Caro              | Gaetano De Caro              | Sickteens                    | Sickteens                   |                                 |                                    |                                   |                        |                        |                        |                        |                        |                        |                        |                        |                        |
| Eliminati      | Eliminati           | Animaux Formidables 3 voti su 4 | Asia 2 voti su 4 TILT 34,76% | Gaetano De Caro 3 voti su 4 | Selmi ultimo al televoto | Selmi ultimo al televoto     | Matteo Alieno 3 voti su 3    | Astromare ultimi al televoto | Angelica ultima al televoto | Maria Tomba Quarta Classificata | Il Solito Dandy Terzo Classificato | Stunt Pilots Secondi Classificati |                        |                        |                        |                        |                        |                        |                        |                        |                        |
| Eliminati      | Eliminati           | Animaux Formidables 3 voti su 4 | Asia 2 voti su 4 TILT 34,76% | Gaetano De Caro 3 voti su 4 | Sickteens 3 voti su 4    | Sickteens 3 voti su 4        | Matteo Alieno 3 voti su 3    | Astromare ultimi al televoto | Settembre 3 voti su 3       | Maria Tomba Quarta Classificata | Il Solito Dandy Terzo Classificato | Stunt Pilots Secondi Classificati |                        |                        |                        |                        |                        |                        |                        |                        |                        |

### Prima puntata
- Data: 26 ottobre 2023
- Ospite: Laura Pausini
- Canzoni cantate dall'ospite: Tra te e il mare / Resta in ascolto / Il primo passo sulla luna / Durare (Laura Pausini)
- Opening: Francesca Michielin (Flowers di Miley Cyrus, Vampire di Olivia Rodrigo e Dance the Night di Dua Lipa)

| Ordine       | Cantante            | Giudice | Cover                                                                                   | Risultato |  |
| ------------ | ------------------- | ------- | --------------------------------------------------------------------------------------- | --------- |  |
| 1            | Sickteens           | Morgan  | Helter Skelter (The Beatles)                                                            | Salvi     |  |
| 2            | Matteo Alieno       | Ambra   | Bellissima (Annalisa)                                                                   | Salvo     |  |
| 3            | Maria Tomba         | Fedez   | Diavolo in me (Zucchero Fornaciari)                                                     | Salva     |  |
| 4            | Il Solito Dandy     | Dargen  | La canzone dei vecchi amanti/La chanson des vieux amants (Franco Battiato/Jacques Brel) | Salvo     |  |
| 5            | Animaux Formidables | Morgan  | I Love Rock 'n' Roll (Arrows)                                                           | Ultimi    |  |
| 6            | Sarafine            | Fedez   | L'amour est un oiseau rebelle (Habanera) (Georges Bizet)                                | Salva     |  |
|              |                     |         |                                                                                         |           |  |
| 7            | Stunt Pilots        | Dargen  | How Will I Know (Whitney Houston)                                                       | Salvi     |  |
| 8            | Selmi               | Morgan  | Parole che si dicono (Ivano Fossati)                                                    | Salvo     |  |
| 9            | Gaetano De Caro     | Ambra   | La mente torna (Mina)                                                                   | Salvo     |  |
| 10           | Asia                | Fedez   | Empire State of Mind (Jay-Z feat. Alicia Keys)                                          | Ultima    |  |
| 11           | Settembre           | Dargen  | Stavo pensando a te (Fabri Fibra)                                                       | Salvo     |  |
| 12           | Angelica            | Ambra   | Nothing Compares 2 U (Sinéad O'Connor)                                                  | Salva     |  |
| Ballottaggio |                     |         |                                                                                         |           |  |
| 1            | Animaux Formidables | Morgan  | Who Said (Stuck in the UK) (Planet Funk)                                                | Eliminati |  |
| 2            | Asia                | Fedez   | I Like It (Cardi B, Bad Bunny e J Balvin)                                               | Salva     |  |

Voto per i giudici per il ballottaggio
- Dargen: Animaux Formidables; ritenendo il percorso a X Factor più utile per Asia
- Ambra: Animaux Formidables
- Morgan: Asia; per salvare i suoi concorrenti, gli Animaux Formidables
- Fedez: Animaux Formidables; per salvare la sua concorrente, Asia

Durante la puntata viene rivelata la possibilità, per uno tra i quattro concorrenti eliminati nelle selezioni, di essere ripescato ed entrare a far parte della squadra del giudice del concorrente eliminato nella prima puntata (Morgan). Al termine della puntata viene aperto un sondaggio su Instagram per selezionare i due concorrenti che si sfideranno in uno speciale ballottaggio per rientrare in gara durante il secondo Live Show.
| Concorrente    | Sondaggio Instagram | Sondaggio Instagram         | Ballottaggio                                                        | Ballottaggio | Ballottaggio        |
| -------------- | ------------------- | --------------------------- | ------------------------------------------------------------------- | ------------ | ------------------- |
| Astromare      | 27%                 | Ammessi al ballottaggio     | Whole Lot of Shakin' Going On/Great Balls of Fire (Jerry Lee Lewis) | 51,59%       | Rientrano in gara   |
| Anna Castiglia | 36%                 | Ammessa al ballottaggio     | Un tempo piccolo (Franco Califano)                                  | 48,41%       | Non rientra in gara |
| Alice B.       | 23%                 | Non ammessa al ballottaggio |                                                                     |              |                     |
| Manifesto      | 15%                 | Non ammessi al ballottaggio |                                                                     |              |                     |

### Seconda puntata
- Data: 2 novembre 2023
- Ospite: Elodie
- Canzoni cantate dall'ospite: Red Light / A fari spenti (Elodie)

| Ordine       | Cantante        | Giudice | Cover                                             | Risultato |
| ------------ | --------------- | ------- | ------------------------------------------------- | --------- |
| 1            | Angelica        | Ambra   | Love Me Again (John Newman)                       | Salva     |
| 2            | Stunt Pilots    | Dargen  | Englishman in New York (Sting)                    | Salvi     |
| 3            | Selmi           | Morgan  | No Surprises (Radiohead)                          | Salvo     |
| 4            | Maria Tomba     | Fedez   | You Shook Me All Night Long (AC/DC)               | Salva     |
| 5            | Il Solito Dandy | Dargen  | Giulia (Gianni Togni)                             | Salvo     |
| 6            | Gaetano De Caro | Ambra   | Dancing on My Own (Calum Scott)                   | Ultimo    |
|              |                 |         |                                                   |           |
| 7            | Sickteens       | Morgan  | Voices (Russ Ballard)                             | Salvi     |
| 8            | Sarafine        | Fedez   | Eleanor Rigby (The Beatles)                       | Salva     |
| 9            | Astromare       | Morgan  | Don't Stop Me Now (Queen)                         | Salvi     |
| 10           | Settembre       | Dargen  | Chiagne (Geolier feat. Lazza e Takagi & Ketra)    | Salvo     |
| 11           | Asia            | Fedez   | All the Stars (Kendrick Lamar feat. SZA)          | Ultima    |
| 12           | Matteo Alieno   | Ambra   | Dio mio no (Lucio Battisti)                       | Salvo     |
| Ballottaggio |                 |         |                                                   |           |
| 1            | Gaetano De Caro | Ambra   | It's a Man's Man's Man's World (James Brown)      | Salvo     |
| 2            | Asia            | Fedez   | Bang Bang (Jessie J, Ariana Grande e Nicki Minaj) | Eliminata |

Voto per i giudici per il ballottaggio
- Dargen: Asia
- Ambra: Asia; per salvare il suo concorrente, Gaetano De Caro
- Morgan: Gaetano De Caro
- Fedez: Gaetano De Caro; per salvare la sua concorrente, Asia

I giudici non trovano un accordo, quindi si va al TILT, che decreta l'eliminazione di Asia.

### Terza puntata
- Data: 9 novembre 2023
- Tema della puntata: Musica ribelle
- Ospite: Colapesce Dimartino
- Canzoni cantate dall'ospite: Splash / Musica Leggerissima / Sesso e architettura (Colapesce Dimartino)

| Ordine         | Cantante        | Giudice        | Cover                                       | Risultato      |
| Musica ribelle | Musica ribelle  | Musica ribelle | Musica ribelle                              | Musica ribelle |
| -------------- | --------------- | -------------- | ------------------------------------------- | -------------- |
| 1              | Settembre       | Dargen         | Girls Just Want to Have Fun (Cyndi Lauper)  | Salvo          |
| 2              | Matteo Alieno   | Ambra          | Non è per sempre (Afterhours)               | Salvo          |
| 3              | Astromare       | Morgan         | Anyway (Genesis)                            | Salvi          |
| 4              | Maria Tomba     | Fedez          | Sono un ribelle mamma (Skiantos)            | Salva          |
| 5              | Stunt Pilots    | Dargen         | Nessuno mi può giudicare (Caterina Caselli) | Ultimi         |
| 6              | Angelica        | Ambra          | Generale (Francesco De Gregori)             | Salva          |
|                |                 |                |                                             |                |
| 7              | Gaetano De Caro | Ambra          | Born This Way (Lady Gaga)                   | Ultimo         |
| 8              | Sickteens       | Morgan         | Rebel Rebel (David Bowie)                   | Salvi          |
| 9              | Sarafine        | Fedez          | Get Up, Stand Up (Bob Marley)               | Salva          |
| 10             | Il Solito Dandy | Dargen         | Compagno di scuola (Antonello Venditti)     | Salvo          |
| 11             | Selmi           | Morgan         | La libertà (Giorgio Gaber)                  | Salvo          |
| Ballottaggio   |                 |                |                                             |                |
| 1              | Stunt Pilots    | Dargen         | Kiss (Prince)                               | Salvi          |
| 2              | Gaetano De Caro | Ambra          | Pensiero stupendo (Patty Pravo)             | Eliminato      |

Voto per i giudici per il ballottaggio
- Dargen: Gaetano De Caro; per salvare i suoi concorrenti, gli Stunt Pilots
- Ambra: Stunt Pilots; per salvare il suo concorrente, Gaetano De Caro
- Morgan: Gaetano De Caro; ritenendolo meno pronto per un percorso professionale
- Fedez: Gaetano De Caro

### Quarta puntata
- Data: 16 novembre 2023
- Tema della puntata: Hell Factor (doppia eliminazione). Nella prima manche i concorrenti si esibiranno uno dopo l'altro nella giostra, e il meno votato verrà direttamente eliminato. Il tema della seconda manche è Skoda Car Songs, canzoni che si cantano in auto
- Ospite: Annalisa
- Canzoni cantate dall'ospite: Bellissima (concertos) / Mon amour (concertos) / Ragazza sola (concertos) / Euforia (concertos) (Annalisa)
- Opening: Francesca Michielin con l'astronauta, Around the World (Daft Punk)

| Ordine                            | Cantante                          | Giudice                           | Cover                                                         | Risultato                         |
| Hell Factor (doppia eliminazione) | Hell Factor (doppia eliminazione) | Hell Factor (doppia eliminazione) | Hell Factor (doppia eliminazione)                             | Hell Factor (doppia eliminazione) |
| Manche Giostra                    | Manche Giostra                    | Manche Giostra                    | Manche Giostra                                                | Manche Giostra                    |
| --------------------------------- | --------------------------------- | --------------------------------- | ------------------------------------------------------------- | --------------------------------- |
| 1                                 | Sarafine                          | Fedez                             | L'amour est un oiseau rebelle (Habanera) (Georges Bizet)      | Salva                             |
| 2                                 | Sickteens                         | Morgan                            | Youngblood (5 Seconds of Summer)                              | Salvi                             |
| 3                                 | Settembre                         | Dargen                            | Stavo pensando a te (Fabri Fibra)                             | Salvo                             |
| 4                                 | Angelica                          | Ambra                             | La notte (Arisa)                                              | Salva                             |
| 5                                 | Maria Tomba                       | Fedez                             | America (Gianna Nannini)                                      | Salva                             |
| 6                                 | Selmi                             | Morgan                            | La nostra relazione (Vasco Rossi)                             | Eliminato                         |
| 7                                 | Stunt Pilots                      | Dargen                            | How Will I Know (Whitney Houston)                             | Salvi                             |
| 8                                 | Matteo Alieno                     | Ambra                             | Sfiorivano le viole (Rino Gaetano)                            | Salvo                             |
| 9                                 | Il Solito Dandy                   | Dargen                            | Giulia (Gianni Togni)                                         | Salvo                             |
| 10                                | Astromare                         | Morgan                            | Johnny B. Goode (Chuck Berry) / Tutti Frutti (Little Richard) | Salvi                             |
|                                   |                                   |                                   |                                                               |                                   |
| Ordine                            | Cantante                          | Giudice                           | Cover                                                         | Risultato                         |
| Manche Skoda Car Songs            |                                   |                                   |                                                               |                                   |
| 1                                 | Sickteens                         | Morgan                            | Careless Memories (Duran Duran)                               | Ultimi due                        |
| 2                                 | Maria Tomba                       | Fedez                             | September (Earth, Wind & Fire)                                | Salva                             |
| 3                                 | Matteo Alieno                     | Ambra                             | Il chitarrista (Ivan Graziani)                                | Salvo                             |
| 4                                 | Settembre                         | Dargen                            | Spaccacuore (Samuele Bersani)                                 | Ultimi due                        |
| 5                                 | Astromare                         | Morgan                            | Good Vibrations (The Beach Boys)                              | Salvi                             |
| 6                                 | Angelica                          | Ambra                             | I've Been Loving You Too Long (Otis Redding)                  | Salva                             |
| 7                                 | Stunt Pilots                      | Dargen                            | Ironic (Alanis Morissette)                                    | Salvi                             |
| 8                                 | Sarafine                          | Fedez                             | Tutto il resto è noia (Franco Califano)                       | Salva                             |
| 9                                 | Il Solito Dandy                   | Dargen                            | Ci vuole un fisico bestiale (Luca Carboni)                    | Salvo                             |
| Ballottaggio                      |                                   |                                   |                                                               |                                   |
| 1                                 | Sickteens                         | Morgan                            | Careless Whisper (George Michael)                             | Eliminati                         |
| 2                                 | Settembre                         | Dargen                            | Me staje appennenn' amò (Liberato)                            | Salvo                             |

Voto per i giudici per il ballottaggio
- Dargen: Settembre
- Ambra: Sickteens
- Morgan: Sickteens
- Fedez: Sickteens

### Quinta puntata
- Data: 23 novembre 2023
- Tema della puntata: Nella prima manche i concorrenti si esibiranno con delle cover assegnate dai giudici, come da consuetudine. La seconda manche è a tema Max Pezzali, in occasione dell'ospite omonimo, dove i concorrenti si esibiranno ognuno con una cover tratta dal repertorio musicale degli 883 in una sorta di omaggio. La somma dei voti delle due manche andrà a selezionare i due meno votati che si scontreranno al ballottaggio, andando a decretare l'eliminato della puntata.
- Modifiche al regolamento: Dal quinto Live show, gli Astromare (concorrenti della Squadra di Morgan, licenziato dal suo ruolo di giudice in seguito alle polemiche sopracitate) fanno ufficialmente parte della Squadra di Ambra. Inoltre, l'assenza di Morgan prevede che al tavolo si siedano solo tre giudici, risultando impossibile la parità e quindi l'eliminazione temporanea del TILT fino al termine dell'edizione.
- Curiosità: Max Pezzali giudice per la seconda manche.
- Ospite: Max Pezzali
- Canzoni cantate dall'ospite: Nord sud ovest est / Bella vera / Tieni il tempo (Max Pezzali)
- Opening: Francesca Michielin (Amore Disperato di Nada e Kobra di Donatella Rettore)

| Ordine                      | Cantante        | Giudice | Cover                                                | Risultato  |
| --------------------------- | --------------- | ------- | ---------------------------------------------------- | ---------- |
| 1                           | Il Solito Dandy | Dargen  | Un'emozione da poco (Anna Oxa)                       | /          |
| 2                           | Angelica        | Ambra   | Lover, Please Stay (Nothing but Thieves)             | /          |
| 3                           | Maria Tomba     | Fedez   | Lady Marmalade (Labelle)                             | /          |
| 4                           | Settembre       | Dargen  | Crazy (Gnarls Barkley) / Je so' pazzo (Pino Daniele) | /          |
| 5                           | Sarafine        | Fedez   | Riturnella (brano tradizionale calabrese)            | /          |
| 6                           | Matteo Alieno   | Ambra   | Costruire (Niccolò Fabi)                             | /          |
| 7                           | Stunt Pilots    | Dargen  | Ain't No Sunshine (Bill Withers)                     | /          |
| 8                           | Astromare       | Ambra   | Chi fermerà la musica (Pooh)                         | /          |
|                             |                 |         |                                                      |            |
| Ordine                      | Cantante        | Giudice | Cover (Max Pezzali)                                  | Risultato  |
| Manche a tema "Max Pezzali" |                 |         |                                                      |            |
| 1                           | Sarafine        | Fedez   | Hanno ucciso l'Uomo Ragno (883)                      | Salva      |
| 2                           | Stunt Pilots    | Dargen  | Nessun rimpianto (883)                               | Salvi      |
| 3                           | Matteo Alieno   | Ambra   | Con un deca (883)                                    | Ultimi due |
| 4                           | Astromare       | Ambra   | La regola dell'amico (883)                           | Salvi      |
| 5                           | Angelica        | Ambra   | Come mai (883)                                       | Ultimi due |
| 6                           | Il Solito Dandy | Dargen  | Finalmente tu (883)                                  | Salvo      |
| 7                           | Maria Tomba     | Fedez   | Sei un mito (883)                                    | Salva      |
| 8                           | Settembre       | Dargen  | Gli anni (883)                                       | Salvo      |
| Ballottaggio                |                 |         |                                                      |            |
| 1                           | Angelica        | Ambra   | Generale (Francesco De Gregori)                      | Salva      |
| 2                           | Matteo Alieno   | Ambra   | Io non piango (Franco Califano)                      | Eliminato  |

Voto per i giudici per il ballottaggio
- Dargen: Matteo Alieno
- Ambra: Matteo Alieno[11]
- Fedez: Matteo Alieno

### Sesta puntata (Semifinale)
- Data: 30 novembre 2023
- Tema della puntata: durante la prima manche i concorrenti si esibiscono con l'orchestra e il meno votato viene eliminato. Durante la seconda manche i concorrenti si ri-esibiscono presentando i propri inediti: il meno votato viene eliminato, il penultimo ed il terzultimo vanno al ballottaggio.
- Curiosità: Emma giudice per la prima manche.
- Ospite: Emma, Giampaolo Morelli, Marco Giallini, Gianmarco Tognazzi e Massimiliano Bruno
- Canzoni cantate dall'ospite: Mezzo mondo / Iniziamo dalla fine / Amore cane (Emma)
- Particolarità: in questa puntata, per la prima volta nella storia del programma, ci sarà una tripla eliminazione.

| Ordine           | Cantante         | Giudice          | Cover                                                 | Risultato        |
| Manche Orchestra | Manche Orchestra | Manche Orchestra | Manche Orchestra                                      | Manche Orchestra |
| ---------------- | ---------------- | ---------------- | ----------------------------------------------------- | ---------------- |
| 1                | Astromare        | Ambra            | Everybody Needs Somebody to Love (The Blues Brothers) | Eliminati        |
| 2                | Il Solito Dandy  | Dargen           | I giardini di marzo (Lucio Battisti)                  | Salvo            |
| 3                | Sarafine         | Fedez            | No Diggity (Blackstreet ft. Dr. Dre, Queen Pen)       | Salva            |
| 4                | Angelica         | Ambra            | Sally (Vasco Rossi)                                   | Salva            |
| 5                | Stunt Pilots     | Dargen           | 7 Years (Lukas Graham)                                | Salvi            |
| 6                | Maria Tomba      | Fedez            | Always (Bon Jovi)                                     | Salva            |
| 7                | Settembre        | Dargen           | Bohemian Rhapsody (Queen)                             | Salvo            |
|                  |                  |                  |                                                       |                  |
| Ordine           | Cantante         | Giudice          | Inediti (Autori)                                      | Risultato        |
| Manche Inediti   |                  |                  |                                                       |                  |
| 1                | Maria Tomba      | Fedez            | Crush (M. Tomba)                                      | Salva            |
| 2                | Stunt Pilots     | Dargen           | Imma Stunt (L. C. Sarti, S. Colombaretti e E. Farina) | Salvi            |
| 3                | Angelica         | Ambra            | L'inverno (D. Simonetta, P. Antonacci e Tananai)      | Eliminata        |
| 4                | Il Solito Dandy  | Dargen           | Solo Tu (F. Longobardi, L. Pari e S. Guzzino)         | Al Ballottaggio  |
| 5                | Sarafine         | Fedez            | Malati di gioia (S. Sorrenti)                         | Salva            |
| 6                | Settembre        | Dargen           | Lacrime (A. Settembre)                                | Al ballottaggio  |
| Ballottaggio     |                  |                  |                                                       |                  |
| 1                | Il Solito Dandy  | Dargen           | 1950 (Amedeo Minghi)                                  | Salvo            |
| 2                | Settembre        | Dargen           | Stavo pensando a te (Fabri Fibra)                     | Eliminato        |

Voto per i giudici per il ballottaggio
- Dargen: Settembre
- Ambra: Settembre
- Fedez: Settembre

### Settima puntata (Finale)
- Data: 7 dicembre 2023
- Tema della puntata: durante la prima manche i concorrenti canteranno un best of composto dalle migliori esibizioni del loro percorso nel programma, nella seconda manche i concorrenti si esibiranno ognuno insieme ad un artista speciale ospite della puntata, nella terza manche canteranno gli inediti. Come la precedente edizione, la Finale non prevede eliminazioni: I concorrenti si esibiranno in tutte e tre le manche, dove il pubblico voterà durante ognuna di esse. La classifica, che verrà annunciata dalla conduttrice a fine puntata, dipenderà dalla somma dei voti di tutta la puntata, decretando così il vincitore dell'edizione.
- Ospite: Gianni Morandi, Myss Keta, Omar Pedrini, Ofenbach e Francesco Gabbani
- Canzoni cantate dall'ospite: Una vita che ti sogno / Se perdo anche te / In ginocchio da te / Apri tutte le porte / Fatti rimandare dalla mamma a prendere il latte / C'era un ragazzo che come me amava i Beatles e i Rolling Stones / Scende la pioggia / Bella signora (Gianni Morandi), Solite chiacchiere (Francesca Michielin)
- Opening: Turn On The Lights again... (Fred Again feat. Swedish House Mafia e Future), Francesca Michielin e Gianni Morandi (Un mondo d'amore di Gianni Morandi)

| Ordine         | Cantante        | Giudice | Best Of - Canzoni                                                                       | Risultato  |
| -------------- | --------------- | ------- | --------------------------------------------------------------------------------------- | ---------- |
| 1              | Il Solito Dandy | Dargen  | Giulia / La canzone dei vecchi amanti/La chanson des vieux amants / Un'emozione da poco | /          |
| 2              | Maria Tomba     | Fedez   | Sono un ribelle mamma / You Shook Me All Night Long / Always                            | /          |
| 3              | Stunt Pilots    | Dargen  | Englishman in New York / How Will I Know / Ain't No Sunshine                            | /          |
| 4              | Sarafine        | Fedez   | Tutto il resto è noia / L'amour est un oiseau rebelle (Habanera) / Get Up, Stand Up     | /          |
|                |                 |         |                                                                                         |            |
| Ordine         | Cantante        | Giudice | Duetti (Ospite)                                                                         | Risultato  |
| Manche Duetti  |                 |         |                                                                                         |            |
| 1              | Maria Tomba     | Fedez   | Pazzeska (con Myss Keta)                                                                | /          |
| 2              | Stunt Pilots    | Dargen  | Sole spento (con Omar Pedrini)                                                          | /          |
| 3              | Sarafine        | Fedez   | Overdrive (con Ofenbach)                                                                | /          |
| 4              | Il Solito Dandy | Dargen  | Viceversa (con Francesco Gabbani)                                                       | /          |
|                |                 |         |                                                                                         |            |
| Ordine         | Cantante        | Giudice | Inediti (Autori)                                                                        | Risultato  |
| Manche Inediti |                 |         |                                                                                         |            |
| 1              | Stunt Pilots    | Dargen  | Imma Stunt (L. C. Sarti, S. Colombaretti e E. Farina)                                   | Secondi    |
| 2              | Sarafine        | Fedez   | Malati di gioia (S. Sorrenti)                                                           | Vincitrice |
| 3              | Il Solito Dandy | Dargen  | Solo tu (F. Longobardi, L. Pari e S. Guzzino)                                           | Terzo      |
| 4              | Maria Tomba     | Fedez   | Crush (M. Tomba)                                                                        | Quarta     |

## Ascolti
| Puntata              | Puntata              | Sky Uno/+1 e on demand | Sky Uno/+1 e on demand | Sky Uno/+1 e on demand | TV8               | TV8            | TV8   |
| Puntata              | Puntata              | Messa in onda          | Telespettatori         | Share                  | Messa in onda     | Telespettatori | Share |
| -------------------- | -------------------- | ---------------------- | ---------------------- | ---------------------- | ----------------- | -------------- | ----- |
| 1                    | Audizioni 1          | 14 settembre 2023      | 527 000                | 2,20%                  | 20 settembre 2023 | 512 000        | 3,40% |
| 2                    | Audizioni 2          | 21 settembre 2023      | 509 000                | 2,60%                  | 27 settembre 2023 | 537 000        | 3,40% |
| 3                    | Audizioni 3          | 28 settembre 2023      | 544 000                | 2,60%                  | 4 ottobre 2023    | 526 000        | 3,30% |
| 4                    | Bootcamp 1           | 5 ottobre 2023         | 531 000                | 2,10%                  | 11 ottobre 2023   | 569 000        | 3,50% |
| 5                    | Bootcamp 2           | 12 ottobre 2023        | 566 000                | 2,70%                  | 18 ottobre 2023   | 629 000        | 3,90% |
| 6                    | Home Visit           | 19 ottobre 2023        | 515 000                | 2,40%                  | 25 ottobre 2023   | 472 000        | 3,10% |
| 7                    | Live 1               | 26 ottobre 2023        | 630 000                | 3,10%                  | 1º novembre 2023  | 502 000        | 3,60% |
| 8                    | Live 2               | 2 novembre 2023        | 607 000                | 3,30%                  | 8 novembre 2023   | 410 000        | 3,10% |
| 9                    | Live 3               | 9 novembre 2023        | 462 000                | 2,60%                  | 15 novembre 2023  | 392 000        | 2,60% |
| 10                   | Live 4               | 16 novembre 2023       | 433 000                | 2,40%                  | 22 novembre 2023  | 413 000        | 2,70% |
| 11                   | Live 5               | 23 novembre 2023       | 689 000                | 3,40%                  | 29 novembre 2023  | 461 000        | 3,08% |
| 12                   | Live 6 - Semifinale  | 30 novembre 2023       | 599 000                | 3,00%                  | 6 dicembre 2023   | 396 000        | 2,70% |
| 13                   | Live 7 - Finale      | 7 dicembre 2023        | 607 000                | 3,50%                  | 7 dicembre 2023   | 565 000        | 3,50% |
| Media telespettatori | Media telespettatori | Media telespettatori   | 555 300                | 2,76%                  |                   | 491 000        | 3,22% |

*La finale viene trasmessa in diretta e in simulcast su Sky Uno e TV8.

**Le puntate che vanno dalla prima puntata di Audizioni fino alla semifinale vengono trasmesse in chiaro su TV8 a distanza di sei giorni dalla messa in onda su Sky Uno.

***Compresi gli ascolti di Sky Uno +1

## Ospiti
| Live | Ospiti                                                                           |
| ---- | -------------------------------------------------------------------------------- |
| 1    | Laura Pausini                                                                    |
| 2    | Elodie                                                                           |
| 3    | Colapesce Dimartino                                                              |
| 4    | Annalisa                                                                         |
| 5    | Max Pezzali                                                                      |
| 6    | Emma, Giampaolo Morelli, Marco Giallini, Gianmarco Tognazzi e Massimiliano Bruno |
| 7    | Gianni Morandi, Myss Keta, Omar Pedrini, Ofenbach e Francesco Gabbani            |